# فلورنت داسیلوا
فلورنت داسیلوا (انگلیسی: Florent da Silva؛ زادهٔ تاریخ ورودی نامعتبر است) بازیکن فوتبال اهل فرانسه است.
از باشگاه‌هایی که در آن بازی کرده‌است می‌توان به باشگاه فوتبال المپیک لیون اشاره کرد.
وی همچنین در تیم ملی فوتبال France U16 بازی کرده‌است.